# Oxymycterus hucucha
Oxymycterus hucucha es una especie de roedor de la familia Cricetidae.

## Distribución geográfica
Se encuentra sólo en Bolivia. 